# Narcisse-Alexandre Buquet
Pour les articles homonymes, voir Buquet.
Narcisse-Alexandre Buquet, né le 11 mai 1825 à Rouen,, où il est mort le 26 juillet 1894, est un dessinateur et graveur français du XIXe siècle, issu d'une famille d'artistes rouennais, notamment créateurs de mouchoirs illustrés, et de tissu imprimé d'ameublement.
En plus d'être graveur, il était peintre.

## Biographie
Son père, Alexandre Buquet, est graveur en taille-douce. 
Il entre à quinze ans comme dessinateur et graveur à la fabrique Bataille. Son père devenu aveugle, il fonde en 1846 un atelier de gravure au 58 rampe Bouvreuil. Il continue cependant à dessiner et graver pour Bataille jusqu'en 1853 ou 1854. De 1852 à 1870, il travaille pour la maison Lamy-Godard frères de Darnétal.
Il dessine des lithographies pour Bernheim et Deshay et Cie. En 1884 et 1886, il dessine pour la maison De Angeli de Milan.
Il est domicilié au no 237 rue du Renard à Rouen.
Narcisse-Alexandre Buquet aurait gravé environ 390 plaques différentes pour imprimer des mouchoirs, le plus souvent commémoratifs et militaires.
Les plus connus étant les « mouchoirs d'instructions », 10 numéros, 13 mouchoirs différents.
En 1914, ses dessins sont exposés à la Société industrielle de Rouen,.
De nombreuses œuvres sont conservées au château de Martainville (Seine-Maritime), dans le musée des traditions et arts normands.